# Liste des espèces d'oiseaux inscrites à l'Annexe III de la CITES
La liste suivante recense les espèces d'oiseaux inscrites à l'Annexe III de la CITES.
Sauf mention contraire, l'inscription à l'Annexe d'une espèce inclut l'ensemble de ses sous-espèces et de ses populations.

## Liste[1]
- Famille des Anatidae :
  - Dendrocygna autumnalis
  - Dendrocygna bicolor

- Famille des Burhinidae :
  - Burhinus bistriatus

- Famille des Columbidae :
  - Nesoenas mayeri

- Famille des Cathartidae :
  - Sarcoramphus papa

- Famille des Cracidae :
  - Crax alberti
  - Crax daubentoni
  - Crax globulosa
  - Crax rubra
  - Ortalis vetula
  - Pauxi pauxi
  - Penelope purpurascens
  - Penelopina nigra

- Famille des Phasianidae :
  - Lophura leucomelanos
  - Meleagris ocellata
  - Pavo cristatus
  - Pucrasia macrolopha
  - Tragopan satyra

- Famille des Alaudidae[A 1] :
  - Alauda arvensis
  - Galerida cristata
  - Lullula arborea
  - Melanocorypha calandra

- Famille des Cotingidae :
  - Cephalopterus ornatus
  - Cephalopterus penduliger

- Famille des Emberizidae :
  - Emberiza citrinella
  - Emberiza hortulana

- Famille des Fringillidae[A 1] :
  - Carduelis cannabina
  - Carduelis carduelis
  - Carduelis flammea
  - Carduelis hornemanni
  - Carduelis spinus
  - Carpodacus erythrinus
  - Loxia curvirostra
  - Pyrrhula pyrrhula
  - Serinus serinus

- Famille des Muscicapidae[B 1] :
  - Acrocephalus rodericanus
  - Erithacus rubecula
  - Ficedula parva
  - Hippolais icterina
  - Luscinia luscinia
  - Luscinia megarhynchos
  - Luscinia svecica
  - Monticola saxatilis
  - Sylvia atricapilla
  - Sylvia borin
  - Sylvia curruca
  - Sylvia nisoria
  - Terpsiphone bourbonnensis
  - Turdus merula
  - Turdus philomelos

- Famille des Oriolidae[A 1] :
  - Oriolus oriolus

- Famille des Paridae[A 1] :
  - Parus ater

- Famille des Troglodytidae[A 1] :
  - Troglodytes troglodytes

- Famille des Capitonidae :
  - Semnornis ramphastinus

- Famille des Picidae :
  - Baillonius bailloni
  - Pteroglossus castanotis
  - Ramphastos dicolorus
  - Selenidera maculirostris